# ターボシャフトエンジン

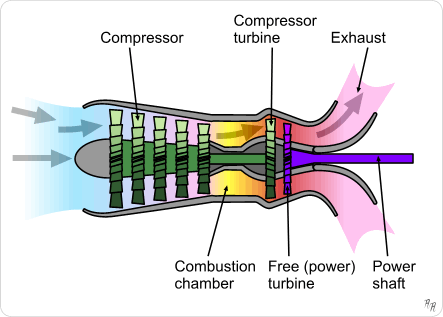
ターボシャフトエンジンの構造

ターボシャフトエンジン (Turboshaft engine) はジェットエンジン/ガスタービンエンジンの一種。ジェットエンジンが排気の噴出力を推進力として利用するのに対し、タービン排気より軸出力を取り出し、それを用いる方式である。戦車や船舶用ガスタービンなども軸出力を用いている点では同等であるが、航空機用エンジンとして用いられている場合、ターボシャフトエンジンと呼ばれ、特にヘリコプター向けとして用いられている。

## 概要
ターボシャフトエンジンのエンジンの構造は、燃焼部と出力部に分けられる。燃焼部はターボジェットエンジンと同等の構造であり、圧縮機、燃焼室、タービンと吸排気口などからなる。出力部は、タービン部に付加されており、排気はフリータービンにより回転軸出力として取り出される。圧縮機・タービン軸と連結されていないフリータービンを用いることにより、安定した軸出力が得られ、クラッチや変速機を介してローターなどを回転させる。また、圧縮機には、小型のものには遠心式を、大型のものには軸流式が使用されている。
ターボシャフトエンジンには次のような特性がある。
- 出力当たりの重量が小さい
- 出力当たりの体積が小さい
- エンジン自体の振動が少ない
- エンジン自体のオーバーホール周期が長い
- エンジン自体の冷却装置が必要ない（エンジン周りの換気やエンジンの滑油温度を調整するための滑油冷却器は必要である）
- エンジン自体が高価である
- エンジンの空気流量が多い
- 吸入口での着氷やエンジンから排出される排気による取入れ空気の汚染
- 地上の塵埃・海上での空気に含まれる塩分や異物の吸入による圧縮機ブレードの腐食劣化や損傷

ターボシャフトエンジンの中には「逆流型燃焼室」を備えたタイプもある。

### ターボプロップエンジンとの比較
ターボプロップエンジンでは、軸出力のほか、排気を一部推進力に利用しているが、ターボシャフトエンジンでは排気を推進力としては用いず燃料から得るエネルギーのほぼ100％を回転として得る。しかし一部のヘリコプターにはさらに残った排気の噴射を前進エネルギーに用いるものもある。

## 歴史
最初の実用的なターボシャフトエンジンはフランスのチュルボメカ アルトウステであり、1947年に開発された。ターボシャフトエンジンは、それまでヘリコプターに用いられていたレシプロエンジンに比較して、燃費の悪化こそあったものの、最近の技術の進歩により、タービン入口温度と圧縮機の圧縮比の増大により熱効率が改善しており、燃費はあまり問題ではなくなってきている。また、小型・軽量で安定した高出力を有し、振動も少ないという利点がある。チュルボメカ アルトウステを搭載したアルエット II（1955年初飛行）はヘリの高度記録を樹立するなど、良好な性能を発揮し、ターボシャフトエンジンの有効性を示した。